# مستوطنة أمبلوني
مستوطنة أمبلوني هي من الأماكن الأثرية التي عُثر عليها بالقرب من محافظة الوجه بـالمملكة العربية السعودية، وتقع ضمن موقع أثري ضخم يشمل ميناء رأس كركمة، وتُعد المستوطنة من مُخلفات الحضارة اليونانية، وحسب رواية أحد الباحثين أنه من المحتمل بعد البحث في قرية القصار أو موقع غرين الواقعين بجزيرة فرسان؛ العثور على آثار للمستوطنة.

## الخلفية التاريخية
أقيمت هذه المستعمرة في عهد بطليموس الثاني (246-285 ق.م) بمساعدة أهل ميليتوس وهم يونان، وذلك حسبما ذكر الباحثون، أسهم تأسيسها في إغراق الموانئ البطلمية على الساحل المصري بالبضائع، إضافة إلى ذلك كان لوجودها دور في حماية سفن اليونان وتجارتهم العابرة للبحر الأحمر.
تُعد أمبلوني محطة رئيسية على الطريق الملاحي الممتد من اليمن باتجاه الموانئ البطلمية على الساحل المصري للبحر الأحمر. لم يجد الباحثون في المصادر معلومات تفيد باستمرار هذه المستعمرة في الفترة الرومانية، كما أشاروا إلى أن هناك علاقات مثمرة بين اللحيانيين والبطالمة، حيث إن وجودها في شمال البحر الأحمر له دلالة واضحة على هذه العلاقة.

## موقعها
هناك روايات عدة عن موقعها، فقد رأى بعض الباحثين أن موقع المستوطنة شمال البحر الأحمر، تحديدا بموقع لوكي كومي، وترجح روايتهم أن الميناء النبطي قد حل محلها، بينما رأى بعضهم الآخر أنها على مقربة من محافظة الوجه بالمملكة العربية السعودية، عند مصب وادي الحمض في موقع (أكراكومي). 
تُعد جزيرة فرسان موقعًا مثاليًا للبحث عن الآثار المتبقية من مستوطنة أمبلوني، حيث إن الملاحة في البحر الأحمر تفرض على السفن القادمة من عدن والمتجهة إلى مصر أو القادمة من مصر باتجاه عدن أن تمر على جزيرة فرسان، وقد كانت الجزيرة تلعب دورًا مهمًا في الفترة الرومانية، وشكلت محطة رئيسية على الطريق الملاحي المباشر بين الموانئ على ساحل البحر الأحمر وعدن.
وجدت في فرسان نقوش لاتينية ذات دلالة على أنه كانت هناك حامية مصرية للرومان في الجزيرة، ومن المتعارف عليه أن اليونانيين اعتادوا إقامة مستعمراتهم في الجزر التي تقع في الخليج العربي والبحر العربي لضمان حمايتها، على سبيل المثال: البحرين، فيلكا، سقطرى، فرسان.
يظهر في قرية القصار بجزيرة فرسان أثرُ العمارة اليونانية والرومانية في عدد من أساسات المباني التي أعيد استخدام بعض أحجارها المقطوعة في بناء منازل القرية (حي الكدمي)، وهناك كِسر فخارية حول هذه المباني من أنواع فخار عصور ما قبل الإسلام، ويشار إلى أنه في موقع غرين بفرسان مخلفات حجرية منحوتة بأحجام كبيرة تشكل أساسات مبانٍ ضخمةٍ تتسم بسمات العمارة اليونانية.